# Hubble Deep Field
Hubble Deep Field (HDF, dansk oversættelse: Hubbles dybe område) er betegnelsen for et lille område af universet, af hvilket der er skabt et billede på grundlag af en række enestående observationer ved hjælp af Hubble-rumteleskopet. Området er beliggende i stjernebilledet Store Bjørn og fremtræder mørkt og upåfaldende på himlen. Det dækker et meget lille areal på kun 15 bueminutter i tværsnit, hvilket svarer til vinkelstørrelsen af en tennisbold, set på en afstand af 100 m. Billedet af området blev sammensat af 342 selvstændige optagelser, taget med rumteleskopets Wide Field and Planetary Camera 2 (WFPC2) i løbet af de ti på hinanden følgende dage mellem 18. og 28. december 1995.
Området er så lille, at der optræder ganske få forgrundsstjerner fra Mælkevejen i det. Derfor er næsten alle de 3.000 objekter i billedet galakser, hvoriblandt nogle er blandt de yngste og fjerneste, som kendes. Ved at afsløre et så stort antal meget unge galakser er HDF-billedet blevet en milepæl i studiet af det tidlige univers, og det har givet anledning til næsten 400 videnskabelige afhandlinger, siden det blev skabt.
Tre år efter de oprindelige HDF-observationer fotograferedes et område af den sydlige himmelkugle på samme måde og fik navnet Hubble Deep Field syd. Billederne af de to områder udviser stor lighed og støtter derved antagelsen om, at universet er ensartet på stor skala, og at Jorden befinder sig i et typisk område af det (det såkaldt kosmologiske princip). I 2004 sammensattes et billede med endnu større dybde, kendt som Hubble Ultra Deep Field (HUDF), på grundlag af observationer over 11 dage. HUDF-billedet er det dybeste (mest følsomme) astronomiske billede, som nogensinde er fremstillet ved bølgelængder i det synlige område.

## Ideen
Et af de vigtigste mål for de astronomer, som udformede Hubble-rumteleskopet, var at kunne benytte dets store optiske opløsning til at studere fjerne galakser med en detaljerigdom, som ikke kan opnås fra jorden. Da teleskopet er placeret over jordens atmosfære, undgår Hubble forstyrrelser fra dennes lys og giver mulighed for at tage bedre billeder i det synlige og ultraviolette område, end det hidtil har været muligt på grund af observationsbegrænsningerne ved de jordbaserede teleskoper (hvor det dog ventes, at fremskridt i justerbar optik vil kunne betyde, at 10 m jordbaserede teleskoper kan konkurrere i det synlige område). Skønt det efter rumteleskopets opsendelse i 1990 viste sig, at dets spejl var fejlslebet og gav sfærisk aberration, kunne det stadig benyttes til at tage billeder af fjernere galakser, end det har været muligt tidligere. Eftersom lyset bruger milliarder af år for at nå Jorden fra disse meget fjerne galakser, ser vi dem, som de var for milliarder af år siden. Ved at trænge længere ud i universet opnås derfor en dybere forståelse af, hvorledes galakserne udvikler sig.
Da den sfæriske aberration var blevet korrigeret ved rumfærgens mission STS-61 i 1993, benyttedes den nu fremragende billedkvalitet til at undersøge stadig fjernere og lyssvage galakser i programmet Medium Deep Survey (MDS). I dette program benyttedes WFPC2 til at fotografere tilfældige områder i stor dybde, mens andre instrumenter benyttedes til planlagte observationer. Samtidig fokuserede andre programmer på galakser, som allerede var kendt fra jordbaserede observationer. Alle disse undersøgelser afslørede væsentlige forskelle i egenskaber mellem nutidens galakser og de, som fandtes for adskillige milliarder år siden.
I omkring 10% af observationstiden er Hubble-funktionerne reserveret til og tildeles af projektets direktion (DD-tid). Denne tid gives sædvanligvis til astronomer, der ønsker at undersøge uventede, kortvarige fænomener som f.eks. supernovaer. Da udbedringen af Hubbles optik viste sig at fungere godt, besluttede Robert Williams, der da var direktør for Space Telescope Science Institute, at hellige en betragelig del af sin DD-tid i 1995 til at undersøge fjerne galakser. En speciel, rådgivende komite ved instituttet anbefalede at udnytte WFPC2 til at fotografere et "typisk" område af himlen ved høj galaktisk bredde og med brug af adskillige optiske filtre, og der nedsattes en arbejdsgruppe til at udvikle og gennemføre projektet.

## Valg af observationsområde
Det område, hvor disse observationer skulle ske, skulle opfylde adskillige kriterier. Som nævnt skulle det ligge på høj galaktisk bredde, fordi observationer af fjerne galakser i et plan for tæt på Mælkevejens skive hindres af interstellart og ekstragalaktisk kosmisk støv og skyggende stof. Desuden skulle området være fri for stærke lyskilder (som nærliggende stjerner) og for kilder til udsendelse af stråler i bølgelængderne i det infrarøde og ultraviolette område samt røntgenstråling. Derved ville det nemlig blive muligt at benytte disse mange bølgelængder til senere undersøgelser af objekterne i området. Endelig skulle dette endelig også have en lav værdi af den baggrundsstråling, som kaldes infrarød cirrus, som er en diffus, ujævn infrarød stråling, som menes at stamme fra varme støvpartikler i ellers kolde hydrogengasskyer (H I-regioner).
Disse kriterier begrænsede de mulige områder betragteligt, og det besluttedes yderligere, at det skulle ligge i den zone, som tillader Hubble uafbrudt observation, kaldet CVZ (efter engelsk: Continuous Viewing Zone). Det er de områder på himlen, som ikke formørkes af Jorden eller Månen under Hubbles kredsløb. Arbejdsgruppen koncentrerede sig desuden om den nordlige CVZ, hvor teleskoper på den nordlige halvkugle som f.eks. i Keck Observatoriet på Hawaii og det store radioteleskop VLA i USA kunne foretage opfølgende observationer.
Fra de først udvalgte tyve områder, som opfyldte alle kriterierne, udvalgtes tre optimale kandidatområder, alle beliggende i stjernebilledet Store Bjørn. Et af disse blev forkastet, da det viste sig, at det rummede en tydelig radiobølgekilde, og det endelige valg mellem de to sidste blev truffet på grundlag af forekomsten af ledestjerner nær området. Hubble-observationer kræver normalt tilstedeværelse af et par nærliggende stjerner, hvortil teleskopets fintmærkende retningssensorer kan "låses" under en optagelse, men vigtigheden af HDF-observationerne fik arbejdsgruppen til at lægge vægt på et ekstra sæt ledestjerner. Det område, som herefter blev valgt, har rumkoordinaterne:
- rektascension 12t 36m 49,4s
- deklination +62° 12′ 48″ [2].

## Observationer
Da området var valgt, bestod næste opgave i at udvikle en observationsstrategi. En vigtig beslutning på dette område var at fastlægge, hvilke optiske filtre, der skulle anvendes. WFPC2 er udstyret med 48 filtre, fra filtre med snæver båndbredde, som kan isolere særlige emissionslinjer af astrofysisk interesse, til bredbåndsfiltre som er nyttige ved undersøgelse af stjerners og galaksers farve. Valget af filtre til HDF afhang af det enkelte filters ydeevne, forstået som den totale andel af lys, som det lader passere, samt af den til rådighed værende spektrale dækning. Filtre med snævre frekvensområder, der mindst muligt overlappede andre, var at foretrække.
Det endelige valg omfattede fire bredbåndsfiltre, centreret omkring bølgelængder på henholdsvis 300 nm (nær-ultraviolet), 450 nm (blåt lys), 606 nm (rødt lys) og 814 nm (nær-infrarødt). Eftersom kvanteeffektiviteten (QE) af Hubbles detektorer er ret lille ved 300 nm, består observationsstøjen ved denne bølgelængde først og fremmest af CCD-sensor-støj frem for støj fra himmelbaggrunden. Observationer med dette filter kunne derfor foretages på tidspunkter, hvor stor baggrundsstøj ville have mindsket effektiviteten af observationer i de øvrige frekvensområder.
Billeder af det udvalgte område med brug af de udvalgte filtre blev taget over ti på hinanden følgende dage, hvorunder Hubble gennemførte omkring 150 jordomkredsninger. Den samlede eksponeringstid ved de forskellige bølgelængder var:
- 42,7 timer med 300 nm,
- 33,5 timer med 450 nm,
- 30,3 timer med 606 nm,
- 34,3 timer med 814 nm.

Optagelserne blev fordelt på 342 individuelle eksponeringer for at forhindre skader på billederne fra den kosmiske stråling, som giver lyse striber, når den rammer CCD-detektorer.

## Databehandling
Fremstillingen af det endelige, sammensatte billede ved hver bølgelængde var en kompleks proces. Lyse pixels, som var opstået ved indtrængen af kosmisk stråling under eksponeringen, blev fjernet ved at sammenligne med eksponeringer af samme længde foretaget efter hinanden for at identificere de pixels, som var ramt. Spor af rumaffald og kunstige satellitter fandtes i de originale billeder og blev omhyggeligt fjernet.
Spredt lys fra Jorden fandtes på omkring en fjerdedel af optagelserne. Det blev fjernet ved at matche det belyste billede med et af de ubelyste, justere dem til helt samme position og trække dem fra hinanden. Det resulterende billede kunne så udjævnes og trækkes ud fra den belyste optagelse. Denne fremgangsmåde fjernede næsten alt spredt lys fra de påvirkede billeder.
Da de 342 enkeltbilleder var renset for sporene efter kosmisk stråling og spredt lys, skulle de sættes sammen. De videnskabsmænd, der var involveret i HDF-observationerne udviklede en teknik, som de kaldte støvregn, hvor teleskopets retning ændredes meget nøjagtigt mellem de enkelte sæt eksponeringer. Hver pixel på WFPC2's CCD-chips dækkede et areal på himlen med en diameter på 0,09 buesekunder, men ved at ændre den retning, teleskopet pegede i, med mindre end det imellem de enkelte optagelser, lykkedes det at samle det endelig billede ved avanceret billedbehandling og opnå en endelig vinkelopløsning af endnu bedre værdi: HDF-billederne ved hver bølgelængde havde en endelig pixel-størrelse på 0,03985 buesekunder.
Databehandlingen gav fire monokrome billeder, et for hver bølgelængde. At kombinere disse til de farvebilleder, som er offentliggjort, var en temmelig vilkårlig proces, hvor hvert af de tre billeder blev tildelt farven rød, grøn eller blå, hvorefter de blev sat sammen til et farvebillede. Da bølgelængderne, som optagelserne er sket ved, ikke svarer til de bølgelængder, der giver lys med de tre farver, giver farverne i det endelige billede kun et tilnærmet udtryk for den rigtige farve på galakserne i billedet. Valget af filtre til HDF (og til hovedparten af de øvrige Hubble-billeder) skete først og fremmest for at give det største videnskabelige udbytte og ikke for at vise farver, som svarer til, hvad det menneskelige øje i virkeligheden ville opfatte.

## Områdets indhold
De endelige billeder afslørede en overflod af fjerne, svagt lysende galakser. Der kunne identificeres omkring 3.000 af dem, med både irregulære og spiralgalakser tydeligt synlige, selvom nogen galakser i området kun omfatter få pixels i bredden. HDF menes at indbefatte mindre end 10 forgrundsstjerner fra vor galakse, så det overvejende antal objekter er fjerne galakser.
I HDF ses omkring halvtreds blå punktformede objekter. Mange synes knyttet til nærliggende galakser og danner kæder og buer sammen med dem. Det er sandsynligvis områder med intens stjernedannelse. Andre af dem kan være fjerne kvasarer. Astronomerne udelukkede i begyndelsen, at nogle af de punktformede objekter kunne være hvide dværge, fordi de er for blå til at stemme overens med de da gældende teorier om hvide dværges udviklingsforløb. Nyere arbejde har imidlertid vist, at mange hvide dværge får en mere blå tone, efterhånden som de bliver ældre, så det støtter ideen om, at HDF indeholder disse. .

## Videnskabelige resultater
De opnåede data fra HDF udgør et særdeles rigt materiale at analysere for kosmologerne, og den astronomiske litteratur viser, at der indtil 2005 er udkommet næsten 400 afhandlinger baseret på HDF. Et af de mest fundamentale resultater var opdagelsen af et stort antal galakser med stor rødforskydning.
Når universet udvider sig, vil de fjernere objekter også fjerne sig hurtigere fra Jorden ifølge den såkaldte Hubble-udvidelse. Lyset fra meget fjerne galakser er i betydelig grad påvirket af dopplereffekten, som ændrer strålingen fra dem mod den røde del af spektret. Mens kvasarer med stor rødforskydning var kendt, var der før HDF-billederne kun kendt meget få galakser med en rødforskydning over værdien 1. HDF indeholder imidlertid mange galakser med rødforskydninger så store som 6, svarende til afstande på omkring 12 milliarder lysår . (På grund af rødforskydningen ses de allerfjerneste objekter i HDF ikke på Hubble-billederne. De kan kun opdages i billeder af HDF-området taget ved større bølgelængder af jordbaserede teleskoper).
Blandt HDF-galakserne var der en betragtelig større andel af irregulære og "uordentlige" galakser end der findes i det lokale univers, så kollision mellem galakser og samling af flere galakser var en mere almindelig hændelse i det unge og meget mindre univers. Det menes, at gigantiske elliptiske galakser dannes, når spiralgalakser og irregulære galakser kolliderer.
Rigdommen af galakser på forskellige udviklingsstader har også givet astronomerne mulighed for at skønne over ændringen i stjernedannelsens hastighed i løbet af universets eksistens. Omend skønnene over rødforskydningerne for HDF's galakser er grove, mener astronomer, at stjernedannelsen skete i størst omfang for 10 milliarder år siden, og at den er aftaget med omkring en faktor 10 siden da .
Et andet vigtigt resultat af HDF var konstateringen af det meget lille antal forgrundsstjerner. I årevis havde astronomerne spekuleret over naturen af det såkaldte mørke stof, dvs. masse som ikke synes at kunne observeres, men som ifølge teorier og andre observationer kan udgøre omkring 90% af universets masse. En teori var, at mørkt stof kunne bestå af MACHOer (Massive Astrophysical Compact Halo Objects), som er svagtlysende, men massive objekter som røde dværge og planeter i galaksernes ydre regioner. HDF viste imidlertid, at der ikke var noget betydeligt antal røde dværge i den ydre del af vor galakse.

## Senere observationer
HDF er en milepæl i den observationsbaserede kosmologi, og der kan stadig uddrages mange nye resultater fra det. Efter 1995 er området blevet observeret af mange jordbaserede teleskoper og yderligere af andre rumteleskoper, ved bølgelængder mellem radiobølger og røntgenstråling.
Objekter med meget store rødforskydninger opdagedes i HDF ved hjælp af et antal jordbaserede teleskoper, særlig James Clerk Maxwell Telescope. Disse objekters rødforskydning er så stor, at de ikke kan ses i området for det synlige lys og i almindelighed i stedet opdages ved infrarød og submillimeter bølgelængdeanalyse.
Betydningsfulde rumbaserede observationer er gjort af Chandra X-ray Observatory og Infrared Space Observatory (ISO). Røntgen-observationer afslørede seks sådanne kilder i HDF, som fandtes at svare til tre elliptiske galakser: en spiralgalakse, en aktiv galakse samt et yderst rødt objekt, som menes at være en fjern galakse med et vældigt indhold af støv, der absorberer dens udsendelse af blåt lys .
ISO-observationer viste infrarød stråling fra 13 af de galakser, der ses i de optiske billeder, og denne stråling forbindes med forekomsten af store mængder støv i forbindelse med intens stjernedannelse. Jordbaserede målinger af radiobølger ved VLA afslørede syv kilder i HDF, som alle svarer til synlige galakser på de optiske billeder.
I 1998 blev et område på den sydlige himmmelkugle undersøgt på tilsvarende måde og fik derfor navnet Hubble Deep Field syd (HDF-syd). Det skete med en tilsvarende observationsstrategi, og HDF-S viste sig at have stor lighed med det originale HDF, hvilket støtter det kosmologiske princips udsagn om, at universet er homogent på sin største skala.